# Cladonia capitellata
Cladonia capitellata (Hook. f. & Taylor) C. Bab. (1855), è una specie di lichene appartenente al genere Cladonia,  dell'ordine Lecanorales.
Il nome proprio deriva dal latino capitellatum, che può significare a forma di piccola testa, oppure, più specificatamente, a forma di capitello, ad indicare, probabilmente, la forma terminale degli apoteci.

## Caratteristiche fisiche
Questa specie si presenta di colore grigio o giallo fino al paglierino.
Il fotobionte è principalmente un'alga verde delle Trentepohlia.
All'esame cromatografico sono state rilevate tracce di acido usnico e acido squamatico

## Habitat
Si ritrova in gruppi sparsi sul terreno o su legni in decomposizione ed è abbastanza comune negli spazi aperti con suolo adatto.

## Località di ritrovamento
La specie è stata rinvenuta nelle seguenti località:
- Australia (Australia occidentale, Nuovo Galles del Sud);
- Nuova Zelanda
- Oceania
- Tristan da Cunha (Atlantico meridionale)
- Venezuela

## Tassonomia
Questa specie è stata attribuita alla sezione Perviae; a tutto il 2008 sono state identificate le seguenti forme, sottospecie e varietà:
- Cladonia capitellata f. capitellata (Hook. f. & Taylor) C. Bab. (1855), (= Cladonia capitellata var. capitellata).
- Cladonia capitellata f. fastigiata
- Cladonia capitellata f. interhiascens Abbayes.
- Cladonia capitellata var. capitellata (Hook. f. & Taylor) C. Bab. (1855). (= Cladonia amaurocraea secondo alcuni autori)
- Cladonia capitellata var. interhiascens (Nyl.) Sandst. (1938).
- Cladonia capitellata var. squamatica A.W. Archer (1985).